# ایگل هیلز
ایگل هیلز (انگلیسی: Eagle Hills) شرکت املاک و مستغلات اماراتی است، که در سال ۲۰۱۴ تأسیس شد.